# Physaria pulvinata
Physaria pulvinata är en korsblommig växtart som beskrevs av O'kane och James Lauritz Reveal. Physaria pulvinata ingår i släktet Physaria och familjen korsblommiga växter. Inga underarter finns listade i Catalogue of Life.